# Karol Janicki
Karol Janicki (* 1949) je polský jazykovědec a sociolingvista, profesor humanitních věd. Mezi jeho vědecko-výzkumné zájmy patří: aplikovaná sociolingvistika, kognitivní lingvistika, lidová lingvistika a problematika jazykového konfliktu. Autor významné publikace Toward non-essentialist sociolinguistics.
Habilitoval se v roce 1981 na Univerzitě Adama Mickiewicze v Poznani. V letech 1977–1990 byl členem Prezidia Polské neofilologické společnosti. Přednášel v USA, Rakousku, Norsku, Německu, Polsku, Finsku, Ukrajině, Řecku a Španělsku. V současné době je profesorem na katedře angličtiny na Univerzitě v Bergenu.

## Publikace
- Language misconceived (2006)[6]
- Against essentialism (1999)[6]
- Toward non-essentialist sociolinguistics (1990)[6]
- The Foreigner's language in a sociolinguistic perspective (1982)[6]